# Руэда (вино)

Руэда на карте аппелласьонов Испании

Руэда (Rueda DOP) — испанский винодельческий район, который специализируется на сухих белых винах из вердехо. Виноградники расположены на территории 72 муниципальных образований, из которых 53 — в провинции Вальядолид, 17 — на севере провинции Сеговия и 2 — на севере провинции Авила. Название происходит от посёлка Руэда, расположенного в 10 км к югу от Тордесильяса и в 30 км к юго-западу от Вальядолида. Лучшие виноградники находятся в долине реки Дуэро на высоте 600—780 метров над уровнем моря.
До нашествия филлоксеры (рубеж XIX и XX веков) Руэда славилась в Испании белыми винами на основе вердехо. Для осветления вина применялась местная глина. Когда после эпидемии филлоксеры повреждённые виноградники пришлось засаживать заново, местные виноделы решили сделать ставку на востребованные в то время креплёные вина и, соответственно, заменить вердехо виноградом паломино, хорошо зарекомендовавшим себя при производстве хереса. К середине XX века с вердехо работало только винодельческое хозяйство Martinsancho. 

В 1972 году в район Руэды пришёл флагман риоханского виноделия, Marqués de Riscal, которому Риоха во многом была обязана международным успехом своих красных вин. Эксперты данной винодельни пришли к выводу, что для производства белого вина наилучшим образом подходит вердехо. Соответственно, виноградники вновь стали засаживаться кустами этого сорта. 

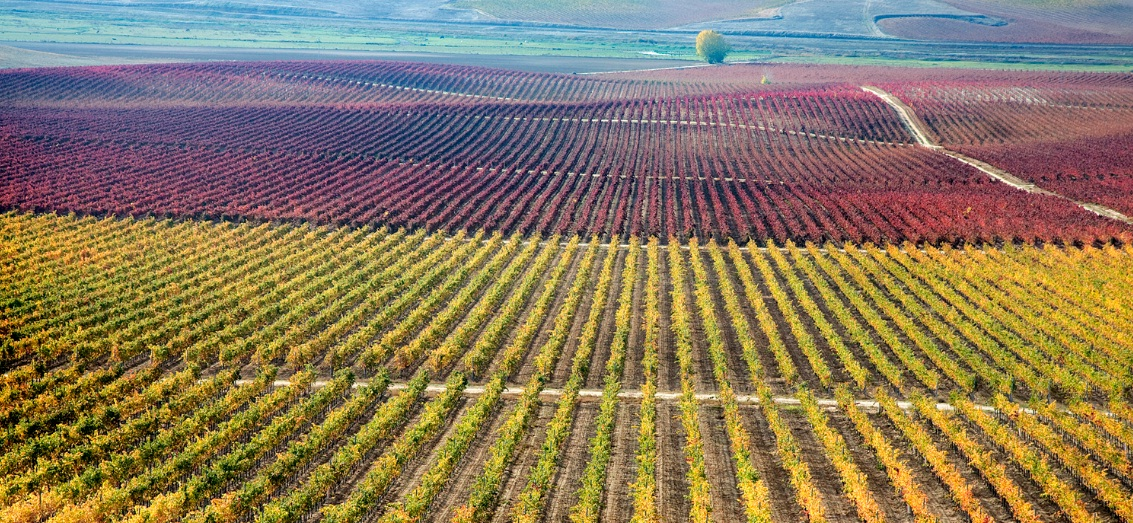
Виноградники Руэды

Новые вина быстро нашли ценителей за рубежом, и начался их экспорт. В 1980 году испанское правительство предоставило Руэде статус самостоятельного аппелласьона (DO).
В 2017 году с виноградников Руэды было собрано 108 млн кг винограда (из которых 96 % составляет белый виноград и 87 % — вердехо), что на 23 % меньше, чем годом раньше. Хотя с 2002 года разрешено производство красных вин (в основном из темпранильо), местные виноделы предпочитают работать с белым виноградом.
Белые вина марки Rueda должны как минимум на 50 % состоять из вердехо, вина марки Rueda Verdejo — на 85 % из вердехо. Помимо этого сорта, в винах разрешено использовать совиньон-блан и макабео. Тем не менее бо́льшая часть продукции аппелласьона представляет собой сортовые (моносепажные) вина, полностью состоящие из вердехо.